# Martin Pedersen
Martin Pedersen (Brøndby, 15 d'abril de 1983) és un ciclista danès, que fou professional entre 2006 i 2013.

## Palmarès
- 2002
  -  Campió de Dinamarca sub-23 en ruta
- 2004
  -  Campió de Dinamarca sub-23 en ruta
- 2005
  - 1r al Gran Premi San Giuseppe
  - 1r a la Lieja-Bastogne-Lieja sub-23
  - Vencedor de 2 etapes de l'Olympia's Tour
  - Vencedor de 3 etapes del Gran Premi Ringerike
  - Vencedor d'una etapa del Giro de la Toscana sub-23
- 2006
  - 1r al Volta a la Gran Bretanya i vencedor d'una etapa
  - Vencedor d'una etapa del Kreiz Breizh Elites
- 2008
  - 1r al Circuit de Houtland
  - Vencedor d'una etapa del Circuit de les Ardenes
  - Vencedor d'una etapa del Kreiz Breizh Elites
  - Vencedor d'una etapa de la Volta a Eslovàquia
- 2009
  - 1r al Gran Premi de la vila de Nogent-sur-Oise
  - 1r a la Volta a Colònia
  - 1r al Gran Premi Cristal Energie
  - Vencedor d'una etapa dels Tres dies de Valclusa
- 2012
  - 1r a la Volta a la Xina I
- 2013
  - 1r al Circuit d'Alger

### Resultats al Giro d'Itàlia
- 2010. Abandona (11a etapa)

### Resultats a la Volta a Espanya
- 2010. 131è de la classificació general